# Överlevnadsteknik

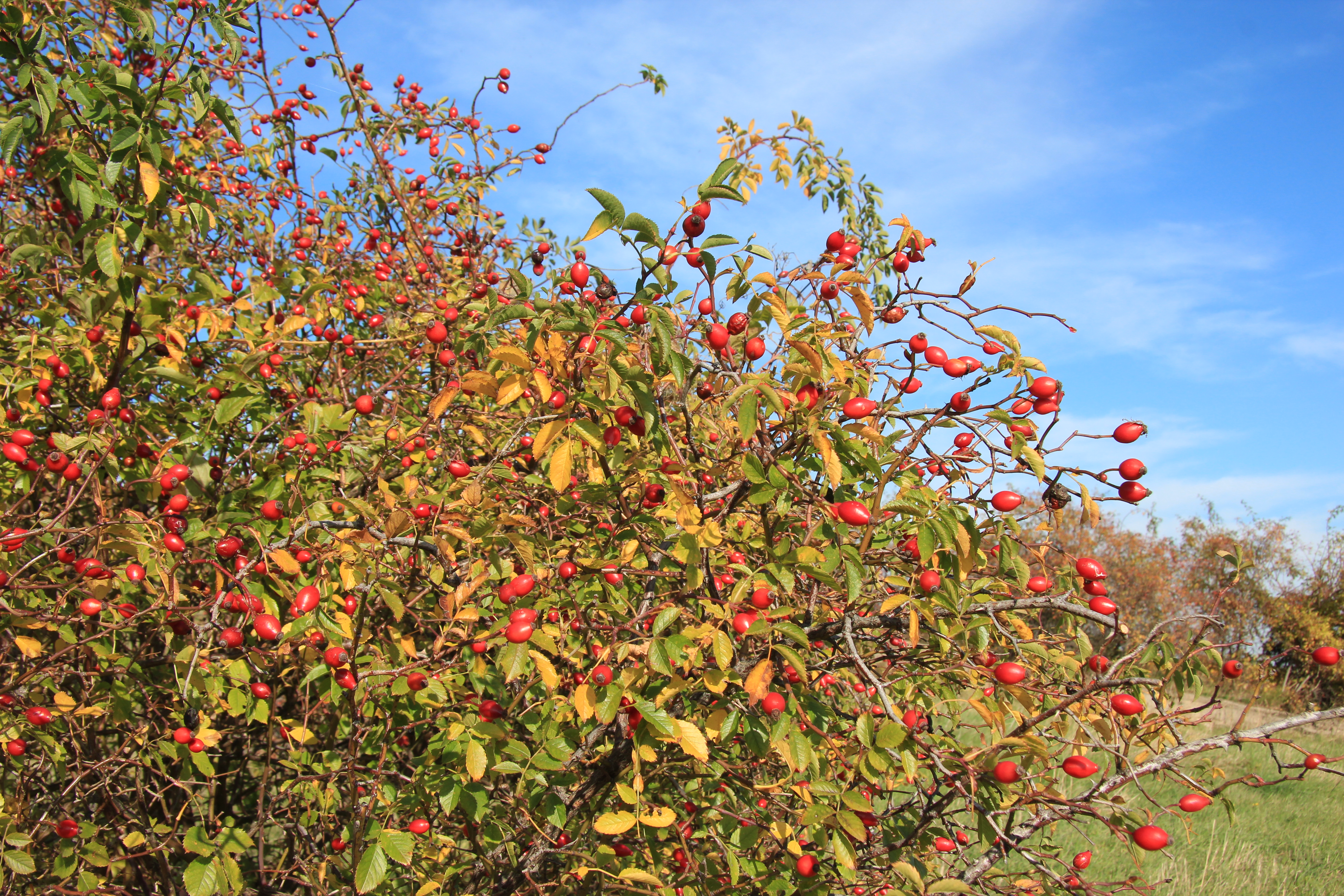
Nypon kan användas som nödproviant i en överlevnadssituation.

Överlevnadsteknik är den teknik och kunskap man nyttjar för att överleva i extrema förhållanden, vilket inkluderar att man går vilse i skogen, kör av vägen i vinterkylan, råkar ut för att elen eller vatten stängs av med mera. 

## Beskrivning
Överlevnadsteknik kan beskrivas som tekniken att med kunskap och de resurser man har tillgång till, klara aktuell situation. Den kunskap som ofta kommer i fråga är tekniken att tillgodose behoven av fysiskt välbefinnande, vätska, föda, värme och egenvård. Det psykiska ska dock inte underskattas, har man sinnesnärvaro så klarar man sig antagligen bättre. Termen överlevnadsteknik kan härledas till den utbildning som arbetades fram för att bland annat piloter under andra världskriget skulle överleva i händelse av att man blev nedskjuten. I dag omfattas mer, kunskapen att kunna orientera sig eller finna skydd om man råkar gå vilse när man plockar svamp eller liknande situationer. En annan viktig färdighet, om än den viktigaste är att behålla lugnet och sinnet. God fysik och psykisk förmåga att behålla lugnet är en nödvändighet för att överleva. 
Det mest extrema behovet av överlevnadsteknik uppkommer om man varit med om en olycka och befinner sig långt från någon hjälp, har gått vilse i ödemarken eller liknande. Man befinner sig då i en situation utan någon form av utrustning avsedd för situationen. Det kan vara så enkelt som att man under en fisketur ganska nära civilisationen ramlar och bryter ett ben. Är man då dold av vegetation och har svårt att ropa på grund av sina skador finns risken att man inte blir funnen. 
Den vanligaste anledningen att en överlevnadssituation uppstår är dålig eller utebliven planering. Olyckor och naturkatastrofer inträffar och leder till stora krissituationer, men det är mycket vanligare att man går vilse i skogen med bristande planering av turen.

## Vätska

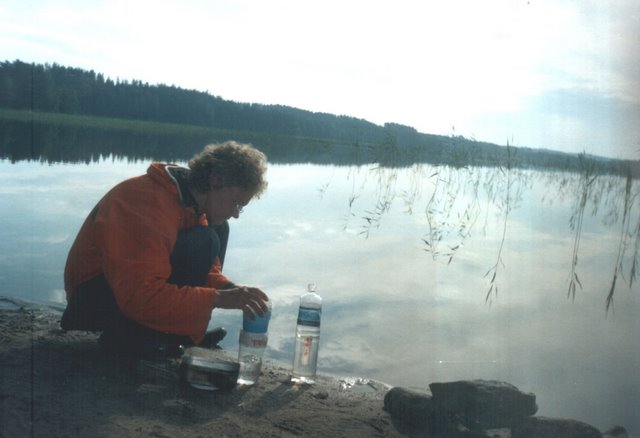
Filtrering av sjövatten.

Att finna vätska är livsviktigt i alla situationer. Utan vätska får en människa snabbt sämre blodcirkulation, svårigheter att bryta ner föda och blir fysisk och mentalt svag. I Skandinavien är det relativt enkelt att hitta vatten och ofta kan man utan problem dricka vattnet från sjöar och vattendrag. Men risken för parasiter som till exempel cryptosporidium som ger Kryptosporidios, finns alltid. Det finns dessutom exempel där människor blivit sjuka då det legat kadaver uppströms i vattendrag. Svenska Armén rekommenderar därför att man bör koka vattnet i minst 20 minuter, om möjligheten finns. Enligt annan överlevnadslitteratur räcker det med två minuter. Man kan även filtrera vattnet eller använda vattenreningstabletter. Man bör också undvika helt stillastående vatten från små pölar, I en överlevnadssituation är magsjuka en allvarlig sjukdom.

## Skydd

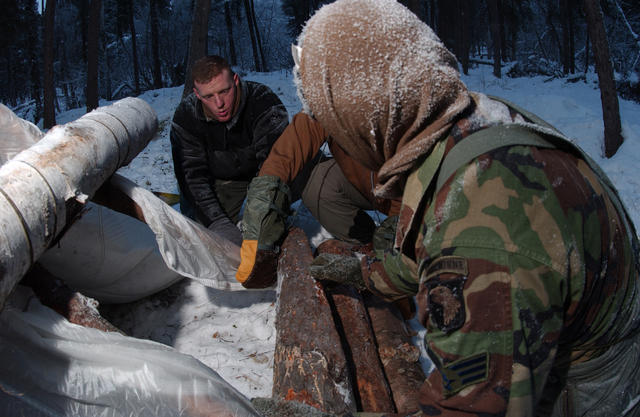
Konstruktion av skydd.

Den största faran med att gå vilse är att frysa ihjäl, något det inte behöver vara minusgrader för. Skydd för väder och vind är därför en viktig punkt. Ett bra stationärt skydd skyddar dig från både regn, vind och kyla, och kan byggas av i stort sett vad som helst. I en överlevnadssituation är det bara fantasin som sätter gränserna. En regnponcho i pocketformat, en liten överlevnadsfilt eller en sopsäck i plast kan vara en billig livsförsäkring.
En för många oväntad överlevnadssituation i vårt moderna samhälle, är när man tar bilen genom skogen, klädd efter temperaturen i bilen, och något händer med bilen så man måste vänta på hjälp i en allt kallare bil, eller fortsätta till fots i kanske kyla, regn och på översnöade vägar där det är svårt att orientera sig. Situationer likt denna har förekommit när tåg fått stopp vintertid och inte kunnat använda uppvärmningen.

## Eld

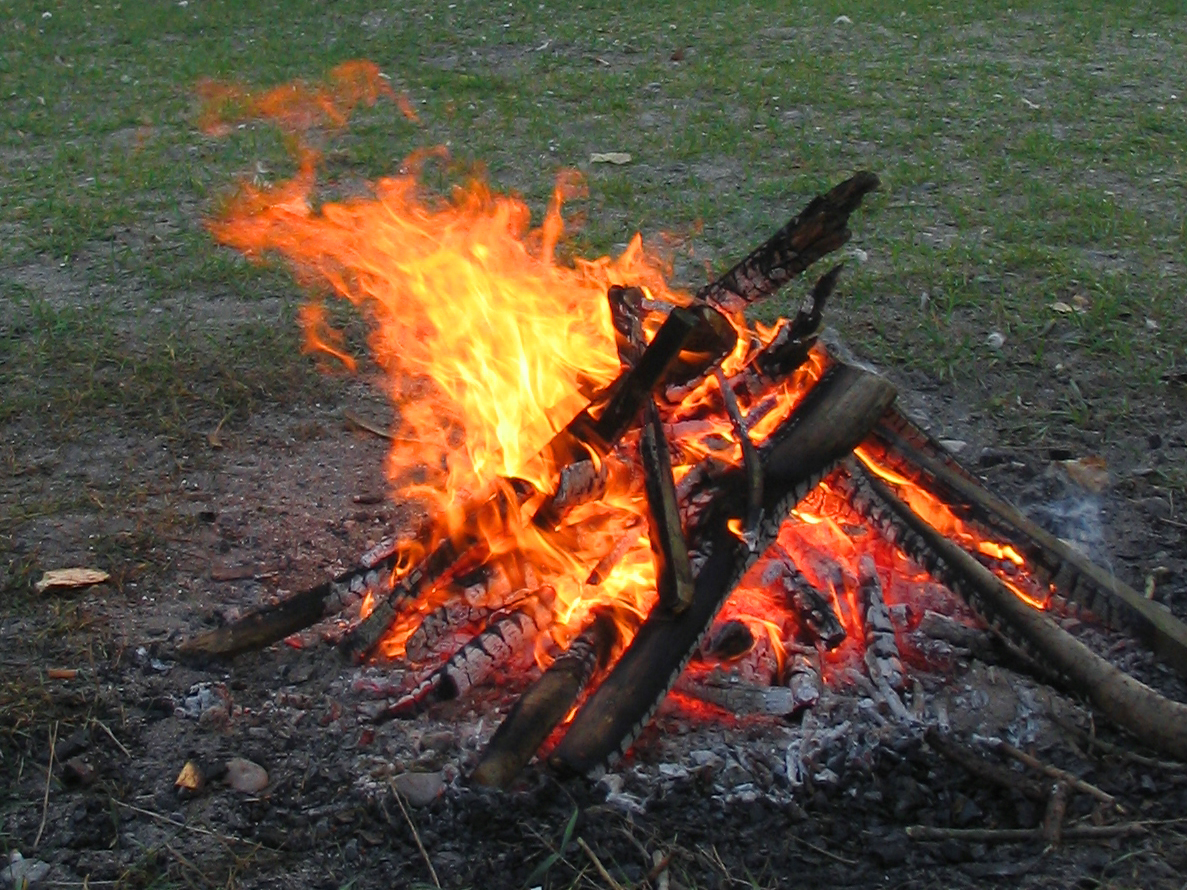
Öppen eld.

Eld är användbart för värme, matlagning och kan även öka välbefinnandet. Det går att ordna på ett flertal olika sätt, från att använda tändstickor eller tändare till den hederliga stenåldersmodellen med flintsten som man slår mot kolstål för att få gnistor med. Med gnistorna kan man få glöd eller lågor i andra material, i något tände, exempelvis bearbetad fnöskticka kallat fnöske, gräs, skör som är kolat tyg eller det silkestunna yttre av björkens näver. Man kan även få eld genom friktion, men detta kräver mycket kunskap och träning. 
Ett förstoringsglas med vilket man koncentrerar solens strålar är en enkel metod, som går att använda hur många gånger som helst, när solen skiner.
Ett eldstål är en metallstav från vilken man lätt skrapar gnistor, som man med lite träning kan starta en eld med. Eldstålet går att använda om och om igen och fungerar även om det är blött.

## Orientering
En generell regel om man gått vilse är att följa rinnande vatten. Bäckar, åar och floder leder i princip alltid till bebyggelse.
På norra halvklotet, under normaltid, står solen i söder kl 12:00 och skuggorna pekar därmed åt norr. Solen står i öster kl 06:00 och i väster kl 18:00. Man kan alltså få ut kompassriktning om man vet tiden och tiden om man vet kompassriktningen. På natten kan man använda sig av polstjärnan, om man befinner sig på norra halvklotet.
För att undvika att komma ur kurs, kan man välja ut ett riktmärke till exempel en kulle, som ligger i den riktning man ska gå. När man kommer fram till riktmärket väljer man ut ett nytt riktmärke och upprepar processen. 
I Sverige finns ofta närmaste landsväg bara några mil bort.

## Ätbara växter
Att finna föda i naturen är också av vikt, men vi klarar oss länge helt utan näring. Är man riktigt långt bort från bebodda trakter kan det dock vara bra att känna till några ätbara växter. I Sverige finns ett flertal. En del av dem kan även användas på andra sätt, till exempel för att tillverka rep eller lut.
De 14 viktigaste vildväxterna, enligt svenska arméns överlevnadsexperter:
- Björk (kolhydratrik sav med 2 % socker)
- Hundkäx (stärkelserik rot, 15 % kolhydrater)
- Kaveldun (stärkelserik rotstock, rotmärg med 21 % kolhydrat)
- Kärleksört (köttiga blad, rotknölar med 10 % kolhydrat)
- Islandslav (lavar har hög kolhydrathalt)
- Skägglav (-"-)
- Tuschlav (-"-)
- Maskros (C-vitaminrika blad, rot med 23 % kolhydrat)
- Mjölkört (stärkelserik rotstock, 16 % kolhydrat)
- Nypon (socker- och C-vitaminrika frukter)
- Ormrot (groddknoppar med 17 % kolhydrat, stärkelserik rotknöl)
- Tall (stärkelserik innerbark, vitaminrika barr)
- Ullig kardborre (rot med 21 % kolhydrat)
- Vass (sockerrik rotstock, 7 % kolhydrat)

## Fisk/fågel/kött

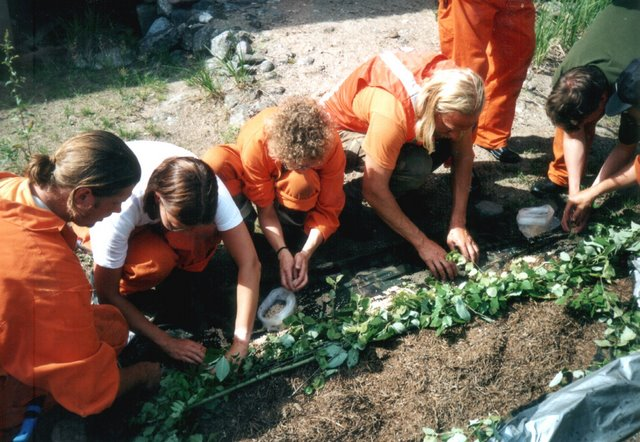
Insamling av myrägg, en användbar proteinkälla vissa årstider.

Det effektivaste sättet att införskaffa animalisk föda är att fiska med nät. Men även fiskfällor och snaror för fågel/smådjur är relativt effektiva, om man vet var man ska sätta dem. Nackdelen med fällor är att man måste stanna kvar på platsen.

## Kommunikation

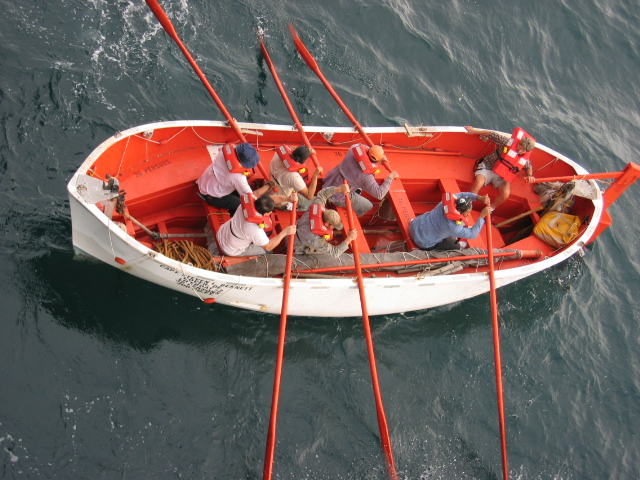
Livbåt på öppet vatten.

För att bli räddad måste man fånga uppmärksamheten hos eventuella förbipasserande. En klassisk varningssignal består av tre saker, tex tre eldar. Att skrika räcker inte långt. Dels tar röstresurserna snabbt slut, dels når inte ljudet så långt. En visselpipa är bättre. För att fånga uppmärksamheten hos förbipasserande flygplan behövs stora färggranna markeringar på marken, spegelreflexer, rök eller liknande signaler. Är man i en livbåt på öppet vatten är det absolut nödvändigt att signalera på ett sätt som syns på långt håll även från förbipasserande båtar.

## Hur länge lever människor utan mat, vatten och luft
Otränad klarar man sig i cirka 3-5 minuter utan luft, innan man tappar medvetandet. Man klarar endast en vätskebrist på cirka 10-15% av kroppsvikten. Redan första dygnet brukar man tappa cirka 2-3 liter vatten. Om man inte dricker något vatten alls, överlever man endast några få dagar. Om man inte äter något, brukar fettreserverna vara slut efter några veckor. 
Verkliga fall visar att människor med väldigt stora fettreserver och väldigt låg förbränning kan klara sig i månader utan mat, om förhållandena är gynnsamma. Man kan även klara sig upp till 10 dagar utan vatten, under förutsättningen att vätskeförluster, till exempel genom svettning minimeras. Personer som fallit ner i iskallt vatten och blivit kraftigt nedkylda har kunnat räddas, trots 15 minuter utan syre. Världsrekordet, i att hålla andan under vattnet, ligger över 20 minuter.
Den fysiska förmågan på kroppen påverkar ens överlevnadstid, det kan därför skilja från individ till individ. Även yttre förhållande som väder, exempelvis temperatur, har betydelse.